# Snowdon Mountain Railway

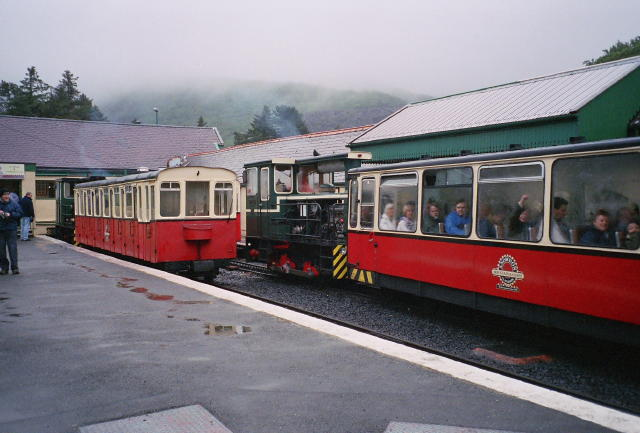
Convogli alla stazione di Llanberis, punto di partenza della Snowdon Mountain Railway

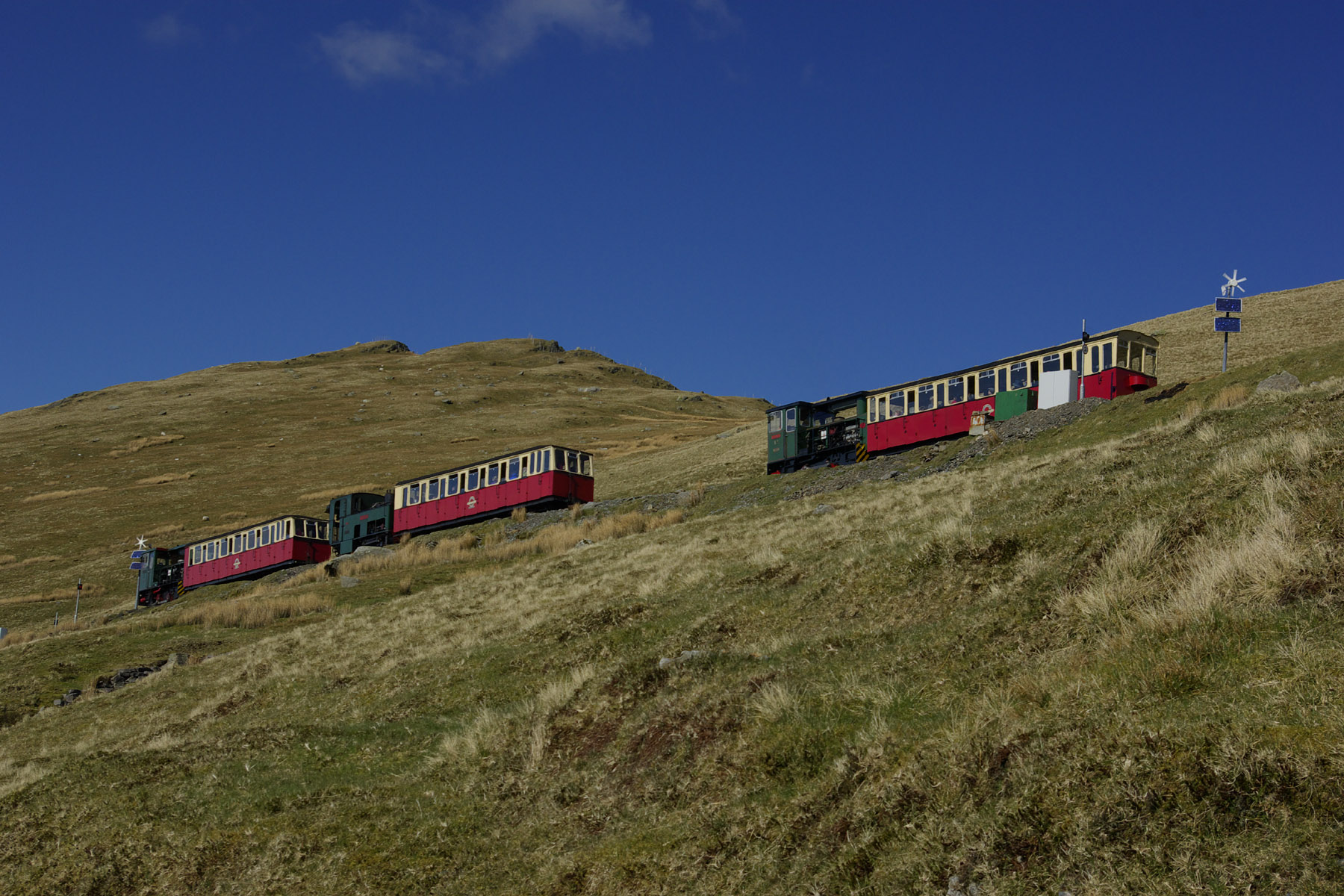
Convogli lungo la Snowdon Mountain Railway

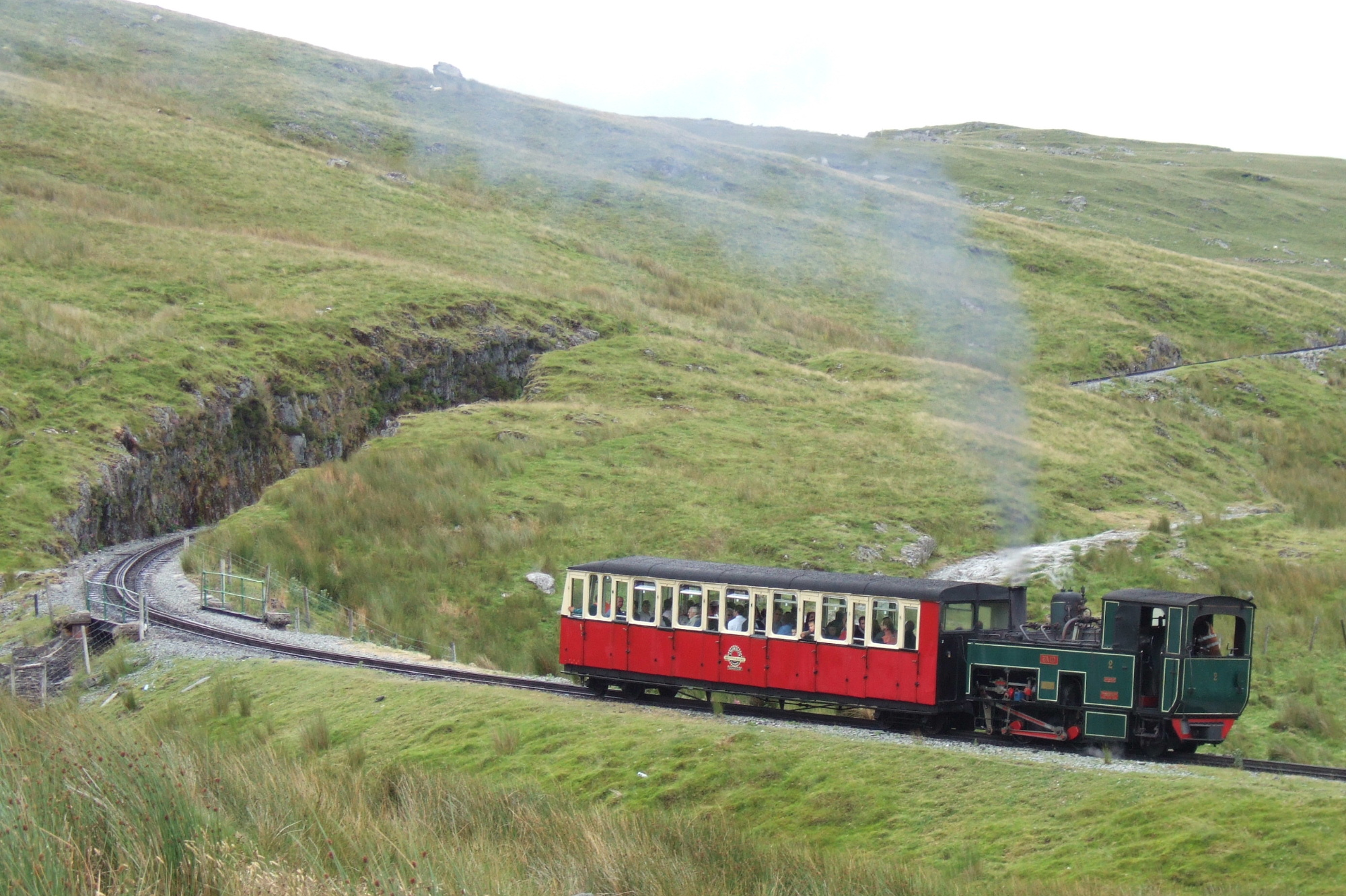
Una locomotiva che effettua servizio nella Snowdon Mountain Railway

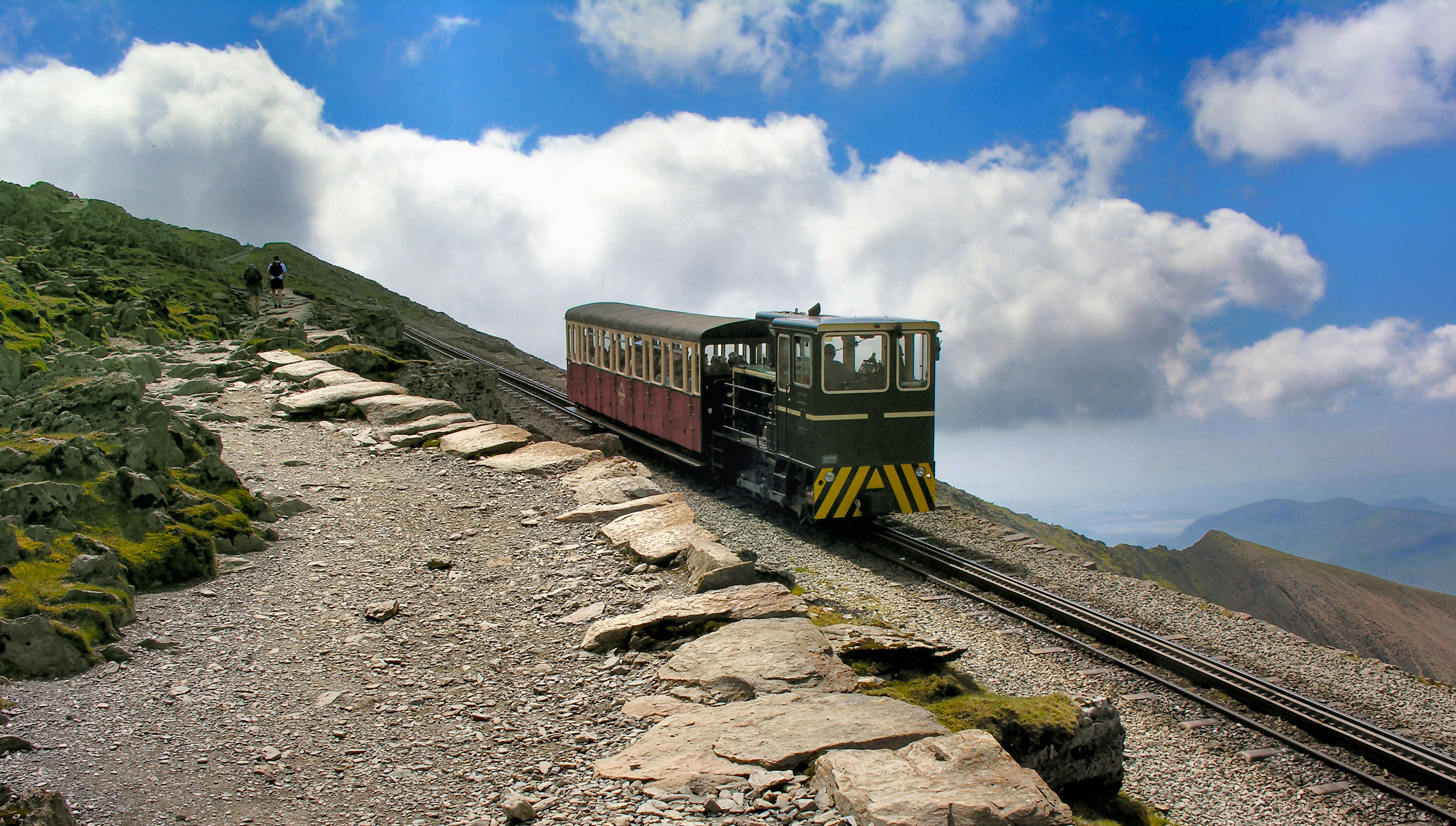
Locomotiva diesel che presta servizio nella Snowdon Mountain Railway

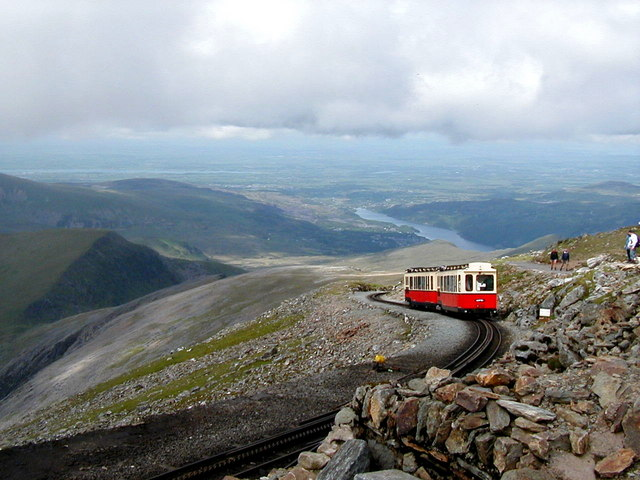
Un convoglio nella Snowdon Mountain Railway

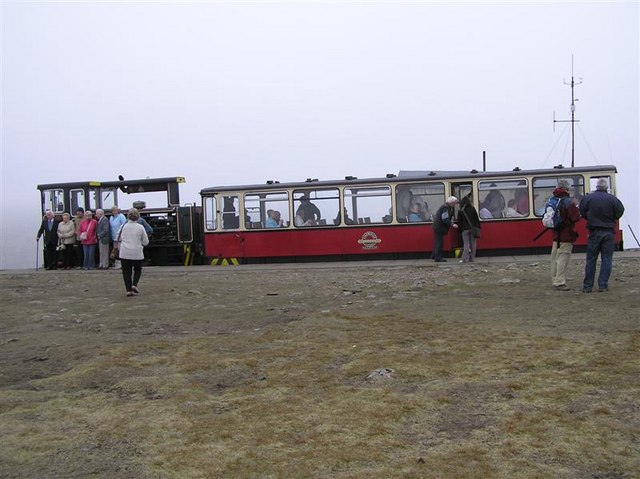
Fermata alla stazione di Clogwyn, punto intermedio del percorso

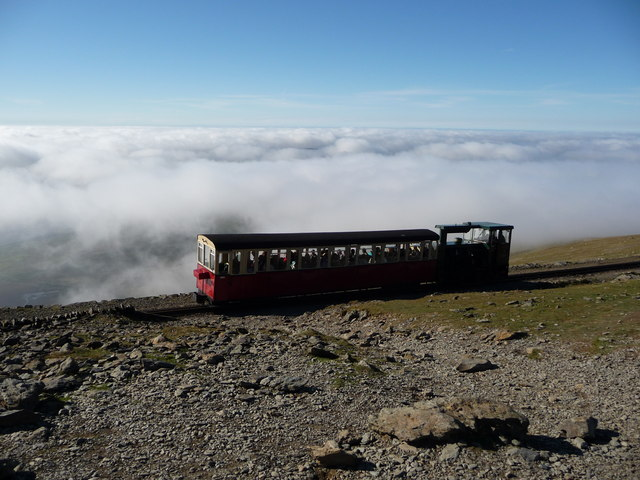
Convoglio in vetta al Monte Snowdon

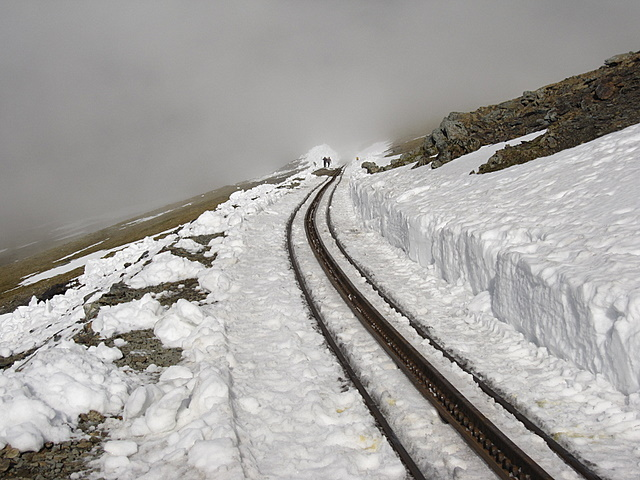
Un tratto della ferrovia innevato

La Snowdon Mountain Railway ("Ferrovia di montagna dello Snowdon"; in gallese: Rheilffordd yr Wyddfa) è una ferrovia a scartamento ridotto del parco nazionale di Snowdonia, nel Galles nord-occidentale, che collega dal 1896 la località di Llanberis alla cima del monte Snowdon, la vetta più alta del Paese.
Si tratta, oltre che della più alta ferrovia, anche dell'unica ferrovia a cremagliera aperta al pubblico in Gran Bretagna.

## Storia
La costruzione della ferrovia fu concepita da quando, con l'apertura, nel 1869 della linea ferroviaria della London and North Western Railway che collegava Caernarfon a Llanberis, la località situata ai piedi dello Snowdon, si diffuse la pratica di raggiungere la vetta della montagna, salita che veniva effettuata per lo più a piedi o in sella ad un asino.
Principali promotori dell'iniziativa furono Richard Moon e George William Duff Assherton Smith.
Quest'ultimo era un proprietario terriero e minerario locale che inizialmente osteggiò la realizzazione della ferrovia, temendo che una tale costruzione potesse danneggiare il panorama circostante. Assherton Smith cambiò tuttavia idea quando si stava mettendo in moto un progetto similare che prevedeva la partenza dalla stazione di Rhyd Ddu, dato che questa realizzazione avrebbe probabilmente fatto perdere a Llanberis il ruolo di principale punto di riferimento in zona per i turisti. Fu inoltre convinto dalla possibilità di ricavare introiti maggiori rispetto a quelli che gli garantivano le miniere di sua proprietà, ormai in decadenza.
I lavori di costruzione della ferrovia furono affidati alla Snowdon Mountain Tramroad and Hotels Co. Ltd, una compagnia che fu formata appositamente il 16 novembre 1894.
I lavori iniziarono qualque giorno dopo, nel dicembre del 1894 e l'onore di porre la prima pietra fu dato alla figlia di Assherton Smith, Enid.
Lo scartamento è di 800mm con sistema a cremagliera tipo Abt aperta con locomotive a vapore d'origine Svizzera costruite dalla SLM. È stata la prima ferrovia in Gran Bretagna ad essere progettata in misure metriche.
L'inaugurazione della ferrovia, inizialmente prevista per l'estate del 1895, dovette essere rimandata, a causa dei rigori dell'inverno e dei ritardi nei lavori di costruzione dei viadotti lungo il percorso, alla Pasqua dell'anno seguente.
Il giorno dell'inaugurazione fu funestato dal primo e sinora unico incidente della ferrovia, incidente che causò una vittima.
La prima locomotiva a vapore ad entrare in servizio fu la L.A.D.A.S., il cui nome era formato dalle iniziale di Laura Alice Duff Assheton Smith, la moglie di George Assheton Smith. Negli anni immediatamente successivi, entrarono poi in servizio altre quattro locomotive a vapore, l'Enid (chiamata come la figlia di Assheton Smith), la Wyddfa, la Snowdon e la Moel Siabod.
Tra il 1922 e il 1923 entrarono poi in funzione altre tre locomotive, la Ralph, la Padarn e l'Eryri, realizzate dalla SLM di Winterthur, in Svizzera.
|  |

## Tragitto
Il tragitto di sola andata si snoda per circa 5 miglia e dura circa un'ora. La sosta sulla vetta dura invece mezz'ora.
Soste intermedie sono la stazione di Hebron, che si raggiunge ad un quarto del percorso, e la stazione di Cloglwyn. In caso di condizioni meteorologiche avverse, in particolar modo, in caso di vento, i convogli si fermano nella Rocky Valley, che si raggiunge poco dopo aver effettuato metà del percorso previsto.
La ferrovia ha una pendenza media del 20%.
|  |

## Mezzi di locomozione
Il servizio è garantito sia da locomotive a vapore che da motrici diesel.

### Locomotive a vapore[6]
- L.A.D.A.S (1895, non più in servizio)
- Enid
- Wyddfa (dal nome in gallese del Monte Snowdon)
- Snowdon (in servizio dal 1896)
- Moel Siabod (che prende il nome di una montagna vicina)
- Ralph (dal nome dell'ingegnere Ralph Sedler; non più in servizio dagli anni ottanta)
- Padarn (dal nome di uno dei laghi della zona di Llanberis)
- Eryri (dal nome in gallese della Snowdonia; non più in servizio dagli anni ottanta)